# Материальность (аудит)
Существенность — понятие в учёте и аудите, которое указывает на максимально допустимый размер ошибочной суммы, которая может быть отображена в отчетности и рассматриваться как несущественная, то есть такая, которая не будет вводить в заблуждение пользователей отчетности. Пропуски или искажения статей считаются существенными, если они по отдельности или вместе могли бы влиять на решения пользователей, принимаемые на основе финансовой отчётности. Существенность не является постоянной абсолютной величиной и в каждом конкретном случае, для каждой организации существенность может быть различной.

## Определение существенности
Аудиторы при проведении проверок не должны устанавливать достоверность отчетности с абсолютной точностью, но обязаны установить её достоверность во всех существенных отношениях. При планировании аудита аудитор устанавливает приемлемый уровень существенности с целью выявления существенных искажений. Тем не менее, как значение (количество), так и характер (качество) искажений должны приниматься во внимание. Примерами качественных искажений являются:
- недостаточное или неадекватное описание учётной политики в случае, когда существует вероятность того, что пользователь отчетности будет введен в заблуждение таким описанием;
- отсутствие раскрытия информации о нарушении нормативных требований в случае, когда существует вероятность того, что последующее применение санкций со стороны других проверяющих сможет оказать значительное влияние на результаты деятельности аудируемого лица[2].

Порядок определения существенности, в основном, предусматривается внутрифирменными стандартами аудиторских компаний. Сам расчёт проводится в период разработки плана и программы аудита, поскольку её уровень влияет на объем работ, которые необходимо будет выполнить, и выводы, которые будут сделаны в результате проверки. Расчёт величины существенности должен оформляться в виде отдельного аудиторского документа и являться частью рабочих документов аудитора.
Аудитор рассматривает существенность как на уровне финансовой отчетности, так и в отношении остатка средств на различных счетах бухгалтерского учёта, групп однотипных операций. В зависимости от рассматриваемого аспекта отчётности возможны различные уровни существенности для одной и той же компании.

## Существенность для групп компаний
Стандарт МСА 600 «Аудит финансовой отчетности групп» (англ. ISA 600 — Special Considerations — Audits of Group Financial Statements) устанавливает следующие правила определения порога существенности для компаний с многоуровневой структурой:
1. Существенность для подразделений, филиалов, дочерних компаний должна быть установлена на уровне ниже существенности материнской компании.
2. Для разных подразделений устанавливаются разные уровни существенности.
3. Уровень существенности подразделения не является пропорциональной частью «общегрупповой» существенности, и сумма всех покомпонентных уровней существенности может превышать уровень существенности группы[3][4].